# Jebel Ali (wijk)
Jebel Ali (Arabisch: جبل علي) is een wijk van Dubai in de Verenigde Arabische Emiraten. De wijk had in 2012 in totaal 31.318 inwoners, waarvan 30.726 mannen en 592 vrouwen. Jebel Ali werd in 1977 gebouwd om onderdak te bieden aan expats, veelal werkzaam in de naastgelegen haven van Jebel Ali. Toen was het een vrijstaand dorp, nog niet vastgebouwd aan Dubai stad.
Veel Arabische historici beweren dat het vernoemd is naar Ali ibn Abi Talib, de neef en schoonzoon van de profeet Mohammed. Terwijl hij het islamitische kalifaat uitbreidde, zou hij op een heuvel hebben gestaan met uitzicht op het zeegebied waar nu Jebel Ali ligt. "Jebel" betekent Berg in het Arabisch.
Het Al Maktoum International Airport is naast het havengebied gebouwd, om de bereikbaarheid en de mogelijkheden van transport van goederen vanuit zowel het havengebied als de Jebel Ali Free Zone te vergroten.

## Jebel Ali Free Zone
In 1985 werd de Jebel Ali Free Zone (JAFZ) opgericht. De JAFZ is een industrieel district dat een Speciale Economische Zone vormt rond de haven, waar veel internationale bedrijven naartoe verhuizen om van de speciale privileges van de vrije zone te genieten. Dat houdt in dat de bedrijven de eerste 50 jaar geen inkomstenbelasting of in- en uitvoerrechten hoeven te betalen, geen beperking op valutatransacties en gemakkelijke arbeidswerving. In meer dan drie decennia groeide JAFZ van 19 bedrijven in 1985 tot meer dan 500 in 1995 en meer dan 7.500 vandaag, waaronder bijna 100 Fortune Global 500-bedrijven. De meeste van deze bedrijven hebben hun regionale hoofdkantoor in JAFZ opgezet om de bredere regio in het Midden-Oosten te bedienen, bestaande uit Zuidwest-Azië, het GOS, Afrika en het Indiase subcontinent. JAFZ zorgt voor een werkgelegenheid van meer dan 135.000 banen en trekt 23,9% van de directe buitenlandse investeringen van Dubai aan.

## Ontwikkeling
In 2008 werd beginnen met de herontwikkeling van Jebel Ali. Het plan was om de bestaande villa's af te breken, waardoor er ruimte zal zijn voor nieuwe. Ook zullen er nieuwe commerciële, gemeenschaps- en winkelfaciliteiten worden gebouwd, en het bestaande centrale park uitgebreid tot 12 hectare. Het project is echter opgeschort vanwege de wereldwijde economische crisis die Dubai zwaar heeft getroffen. In plaats van het oorspronkelijke plan door te zetten, kondigde Nakheel in 2013 aan dat ze de bestaande villa's gaan renoveren.